# Baumgartner Restoration
Baumgartner Fine Art Restoration, känt som Baumgartner Restoration, är ett amerikanskt företag i Chicago och en Youtubekanal som båda drivs av konservatorn Julian Baumgartner.
Baumgartner Restoration grundades på 1970-talet av Julian Baumgartners far, Rene Agass Baumgartner, som var född i Schweiz. I samband med faderns bortgång 2011 tog sonen över företaget, efter att tidigare ha gått som lärling hos sin far.
På Youtubekanalen, som skapades 2016, visar Baumgartner hur konst restaureras och konserveras. I april 2021 var antalet prenumeranter över 1,5 miljoner och antalet visningar över 100 miljoner.